# Królestwo Czech na Letnich Igrzyskach Olimpijskich 1908
Na Letnich Igrzyskach Olimpijskich 1908 w Londynie Królestwo Czech wysłało niezależną, liczącą dziewiętnastu sportowców reprezentację (wyłącznie mężczyźni), choć wówczas była częścią Austro-Węgier. Były to drugie igrzyska z udziałem sportowców z Czech. Wówczas reprezentacja zadebiutowała w szermierce i zapasach. Poza tym czescy zawodnicy wystartowali jeszcze w gimnastyce, lekkoatletyce i tenisie. Najmłodszym zawodnikiem był tenisista Bohuslav Hykš (19 lat 60 dni), zaś najstarszym szermierz-szablista Vilém Goppold von Lobsdorf (39 lat 57 dni), zdobywca dwóch brązowych medali.

## Zdobyte medale
| Medal | Zawodnik                                                                                        | Dyscyplina | Konkurencja          |
| ----- | ----------------------------------------------------------------------------------------------- | ---------- | -------------------- |
| Brąz  | Vilém Goppold von Lobsdorf František Dušek Bedřich Schejbal Otakar Lada Vlastimil Lada-Sázavský | Szermierka | szabla drużynowo     |
| Brąz  | Vilém Goppold von Lobsdorf                                                                      | Szermierka | Szabla indywidualnie |

## Wyniki

### Gimnastyka
Mężczyźni
| Konkurencja            | Zawodnik         | Wynik | Miejsce |
| ---------------------- | ---------------- | ----- | ------- |
| Wielobój indywidualnie | Josef Čada       | 222,5 | 25.     |
| Wielobój indywidualnie | Bohumil Honzátko | 205,5 | 36.     |

### Lekkoatletyka
Mężczyźni
| Konkurencja                   | Zawodnik         | Eliminacje | Eliminacje | Półfinały | Półfinały        | Finał                 | Finał                 |
| Konkurencja                   | Zawodnik         | Wynik      | Miejsce    | Wynik     | Miejsce          | Wynik                 | Miejsce               |
| ----------------------------- | ---------------- | ---------- | ---------- | --------- | ---------------- | --------------------- | --------------------- |
| Bieg na 5 mil                 | Arnošt Nejedlý   |            |            | nieznany  | 3. w swoim biegu | → Nie awansował dalej | → Nie awansował dalej |
| Maraton                       | Arnošt Nejedlý   |            |            |           |                  | 3-26:26,20            | 18.                   |
| Rzut dyskiem                  | Miroslav Šustera |            |            |           |                  | nieznany              | 12-42                 |
| Rzut dyskiem                  | František Souček |            |            |           |                  | nieznany              | 12-42                 |
| Rzut dyskiem greckim          | Miroslav Šustera |            |            |           |                  | nieznany              | 11-23                 |
| Rzut oszczepem w stylu wolnym | František Souček |            |            |           |                  | nieznany              | 10-33                 |

### Szermierka
Mężczyźni
| Konkurencja          | Zawodnik                                                                                        | Runda I | Runda II              | Półfinały                      | Finał                          |
| -------------------- | ----------------------------------------------------------------------------------------------- | ------- | --------------------- | ------------------------------ | ------------------------------ |
| Szpada indywidualnie | Vilém Goppold von Lobsdorf                                                                      | 4 : 2   | 2 : 2                 | → Nie awansował dalej          | → Nie awansował dalej          |
| Szpada indywidualnie | Vilém Tvrzský                                                                                   | 3 : 3   | 2 : 2                 | → Nie awansował dalej          | → Nie awansował dalej          |
| Szpada indywidualnie | Vlastimil Lada-Sázavský                                                                         | 5 : 1   | 0 : 4                 | → Nie awansował dalej          | → Nie awansował dalej          |
| Szpada indywidualnie | Jaroslav Tuček                                                                                  | 4 : 2   | 1 : 3                 | → Nie awansował dalej          | → Nie awansował dalej          |
| Szpada indywidualnie | Bedřich Schejbal                                                                                | 1 :4    | → Nie awansował dalej | → Nie awansował dalej          | → Nie awansował dalej          |
| Szpada indywidualnie | Otakar Lada                                                                                     | 2 : 4   | → Nie awansował dalej | → Nie awansował dalej          | → Nie awansował dalej          |
| Szpada indywidualnie | František Dušek                                                                                 | 0 : 6   | → Nie awansował dalej | → Nie awansował dalej          | → Nie awansował dalej          |
| Szabla indywidualnie | Vilém Goppold von Lobsdorf                                                                      | 7 : 0   | 5 : 2                 | 3 : 1                          | 4 : 2                          |
| Szabla indywidualnie | Bedřich Schejbal                                                                                | 3 : 2   | 1 : 2                 | → Nie awansował dalej          | → Nie awansował dalej          |
| Szabla indywidualnie | Otakar Lada                                                                                     | 3 : 1   | 2 : 2                 | → Nie awansował dalej          | → Nie awansował dalej          |
| Szabla indywidualnie | Vilém Tvrzský                                                                                   | 3 : 2   | 0 : 3                 | → Nie awansował dalej          | → Nie awansował dalej          |
| Szabla indywidualnie | Vlastimil Lada-Sázavský                                                                         | 3 : 2   | 1 : 3                 | → Nie awansował dalej          | → Nie awansował dalej          |
| Szabla indywidualnie | Jaroslav Tuček                                                                                  | 1 : 4   | → Nie awansował dalej | → Nie awansował dalej          | → Nie awansował dalej          |
| Szabla indywidualnie | František Dušek                                                                                 | 2 : 4   | → Nie awansował dalej | → Nie awansował dalej          | → Nie awansował dalej          |
| Szpada drużynowo     | Otakar Lada Vlastimil Lada-Sázavský Vilém Goppold von Lobsdorf Vilém Tvrzský                    |         | Włochy 7:12           | → Drużyna nie awansowała dalej | → Drużyna nie awansowała dalej |
| Szabla drużynowo     | Vilém Goppold von Lobsdorf František Dušek Vlastimil Lada-Sázavský Otakar Lada Bedřich Schejbal |         | Holandia 9:8          | Francja 9:7                    | Węgry 7:9 ·                    |

### Tenis ziemny
Mężczyźni
| Konkurencja    | Zawodnik                  | Runda I        | Runda I             | Runda II                            | Runda II                    | Runda III              | Runda III              | Półfinały              | Półfinały              | Finał                  | Finał                  | Klas. końcowa |
| Konkurencja    | Zawodnik                  | Rywal          | Wynik               | Rywal                               | Wynik                       | Rywal                  | Wynik                  | Rywal                  | Wynik                  | Rywal                  | Wynik                  | Klas. końcowa |
| -------------- | ------------------------- | -------------- | ------------------- | ----------------------------------- | --------------------------- | ---------------------- | ---------------------- | ---------------------- | ---------------------- | ---------------------- | ---------------------- | ------------- |
| Gra pojedyncza | Bohuslav Hykš             |                |                     | Jenő von Zsigmondy (HUN)            | W 3:1 (7:6, 6:4, 3:6, 6:0)  | Charles Dixon (GBR)    | P 0:3 (1:6, 2:6, 3:6,) | → Nie awansował dalej  | → Nie awansował dalej  | → Nie awansował dalej  | → Nie awansował dalej  | 9.            |
| Gra pojedyncza | David Slíva               |                |                     |                                     |                             | Charles Brown (CAN)    | P 0:3 (2:6, 1:6, ?:6,) | → Nie awansował dalej  | → Nie awansował dalej  | → Nie awansował dalej  | → Nie awansował dalej  | 9.            |
| Gra pojedyncza | Ladislav Žemla            |                |                     | Robert Powell (CAN)                 | P 1:3 (6:2, 0:6, 4:6, 1:6,) | → Nie awansował dalej  | → Nie awansował dalej  | → Nie awansował dalej  | → Nie awansował dalej  | → Nie awansował dalej  | → Nie awansował dalej  | 16.           |
| Gra pojedyncza | Josef Gruss               | Ede Tóth (HUN) | P 0:3 (6:2, 3:1, r) | → Nie awansował dalej               | → Nie awansował dalej       | → Nie awansował dalej  | → Nie awansował dalej  | → Nie awansował dalej  | → Nie awansował dalej  | → Nie awansował dalej  | → Nie awansował dalej  | 26.           |
| Debel          | Bohuslav Hykš David Slíva |                |                     | Victor Gauntlett Harry Kitson (RSA) | P 0:3 (0:6, 4:6, 3:6,)      | → Nie awansowali dalej | → Nie awansowali dalej | → Nie awansowali dalej | → Nie awansowali dalej | → Nie awansowali dalej | → Nie awansowali dalej | 11.           |

### Zapasy
Mężczyźni
| Konkurencja                       | Zawodnik         | Runda I                   | Runda I | Runda II              | Runda II              | Runda III             | Runda III             | Półfinały             | Półfinały             | Finał                 | Finał                 | Klas. końcowa |
| Konkurencja                       | Zawodnik         | Rywal                     | Wynik   | Rywal                 | Wynik                 | Rywal                 | Wynik                 | Rywal                 | Wynik                 | Rywal                 | Wynik                 | Klas. końcowa |
| --------------------------------- | ---------------- | ------------------------- | ------- | --------------------- | --------------------- | --------------------- | --------------------- | --------------------- | --------------------- | --------------------- | --------------------- | ------------- |
| Waga lekka w stylu klasycznym     | Karel Halík      | William Wood (GBR)        | P       | → Nie awansował dalej | → Nie awansował dalej | → Nie awansował dalej | → Nie awansował dalej | → Nie awansował dalej | → Nie awansował dalej | → Nie awansował dalej | → Nie awansował dalej | 17.           |
| Waga średnia w stylu klasycznym   | Jaroslav Týfa    |                           |         | Jaap Belmer (NLD)     | P                     | → Nie awansował dalej | → Nie awansował dalej | → Nie awansował dalej | → Nie awansował dalej | → Nie awansował dalej | → Nie awansował dalej | 9.            |
| Waga średnia w stylu klasycznym   | Josef Bechyně    | Frithiof Mårtensson (SWE) | P       | → Nie awansował dalej | → Nie awansował dalej | → Nie awansował dalej | → Nie awansował dalej | → Nie awansował dalej | → Nie awansował dalej | → Nie awansował dalej | → Nie awansował dalej | 17.           |
| Waga półciężka w stylu klasycznym | Miroslav Šustera | William West (GBR)        | P       | → Nie awansował dalej | → Nie awansował dalej | → Nie awansował dalej | → Nie awansował dalej | → Nie awansował dalej | → Nie awansował dalej | → Nie awansował dalej | → Nie awansował dalej | 17.           |